# 鲁道夫·奥兰迪尼
鲁道夫·奥兰迪尼（義大利語：Rodolfo Orlandini，1905年1月1日—1990年12月24日），阿根廷男子足球运动员。他曾代表阿根廷参加1928年夏季奥林匹克运动会足球比赛，获得一枚银牌。他也曾参加1930年国际足联世界杯。